# Амвросій (Келембет)
Архієпископ Амвросій (в миру Андрій Петрович Келембет; 1745, м. Чорнухи — 4 липня 1825, Лубенський Мгарський Спасо-Преображенський монастир) — український релігійний діяч. Вихованець Києво-Могилянської академії. Православний місіонер у Башкортостані та країнах Західного Сибіру. Єпископ Російської православної церкви (безпатріаршої)

## Життєпис
Народився у 1745 році в Чорнухах.
У 1760 році вступив на навчання до Києво-Могилянської академії. Через епідемію чуми у квітні 1770 року залишив навчання, але потім повернувся і закінчив навчання у 1777 році.
9 квітня 1777 року прийняв чернечий постриг у Київському Софійському монастирі і почав працювати бібліотекарем та викладачем латинської мови в академії.
В 1778—79 навчальному році викладав катехізис, з жовтня 1784 року — риторику та грецьку мову.
З 1 вересня 1785 р. — професор філософії. А від 1791 р. — префект академії.
15 лютого 1786 року отримав сан ігумена в Христо-Воскресенській церкві Київського Петропавлівського монастиря.
З 1793 р. Амвросій Келембет — архімандрит Воронезького Акатового монастиря і ректор Воронезької духовної семінарії, від 1796 року — архімандрит Новгородського Антоніївського монастиря і ректор Новгородської духовної семінарії.
13 лютого 1799 р. Амвросій Келембет призначений єпископом новоутвореної Оренбурзької єпархії РПЦ, яка охоплювала щойно підкорені тюркські та фіно-угорські землі. Як перший її архіпастир А. Келембет зробив надзвичайно багато для облаштування православного життя у Башкортостані. В серпні 1800 р. відкрито Уфимський Успенський монастир, а згодом і духовну семінарію, духовні училища при трьох духовних управліннях.
З 25 травня 1806 року А. Келембет очолив Тобольську єпархію, отримавши відтак сан архієпископа.
На початку 1822 року уже старий і немічний А. Келембет подав у Священний Синод прохання про звільнення його від управління єпархією. 21 січня 1822 року його прохання задовільнили. Потім він був направлений до Абалакського Знаменського монастиря, а звідти майже на батьківщину — до Лубенського Мгарського Спасо-Преображенського монастиря, де і помер 4 липня 1825 року.
Подвижницький труд Амвросія Келембета був відзначений високими нагородами: хрестом на клубук, прикрашений діамантами, орденом святої Анни 1-го ступеня.